# Sfida all'O.K. Corral (film)
Sfida all'O.K. Corral (Gunfight at the O.K. Corral) è un film western del 1957 diretto da John Sturges, con Burt Lancaster e Kirk Douglas, liberamente ispirato ad un evento reale avvenuto il 26 ottobre 1881, la sparatoria all'O.K. Corral.

## Trama
L'amicizia che lega Doc Holliday e lo sceriffo Wyatt Earp nasce e si fortifica grazie al reciproco aiuto. Grazie ai consigli e al buon esempio dell'amico Wyatt, Doc resiste alle continue provocazioni di Ringo, uno degli uomini della banda Clanton. L'uomo gli ruberà la donna amata, Ketty, ma anche di fronte a questa nuova provocazione Holliday non si opporrà. Una sera gli uomini di Clanton uccidono uno dei fratelli di Wyatt. Questa volta i consigli di Holliday si rivelano inutili: lo sceriffo vuole farsi giustizia da solo con l'aiuto degli altri fratelli. Doc si unirà all'amico nello scontro a fuoco, nel quale tutti i Clanton moriranno, e Wyatt, una volta abbandonata la carica di sceriffo, lascerà la città.

## Accuratezza storica
Il 26 ottobre 1881 la vera sparatoria non si svolse in uno spazio aperto come il corral, ma in una stradina adiacente molto stretta e durò meno di 30 secondi, mentre nel film dura circa 11 minuti. Questa è solo la prima delle inesattezze storiche presenti nel film:
- Virgil Earp era un marshal quando arrivò a Tombstone, mentre Wyatt all'epoca aveva poca, se non nulla, autorità legale nella giurisdizione di Tombstone.
- Wyatt arrivò a Tombstone con una amante, che poi mandò via per farla stare insieme alla sua famiglia in modo che la tenessero lontana dagli oppiacei.
- Johnny Ringo non era presente durante la sparatoria. In seguito si suicidò.
- Ike Clanton accusò di omicidio i fratelli Earp e Doc Holliday. I Cowboys asserivano che gli Earp avevano ucciso a sangue freddo i loro compari mentre questi si erano arresi. Il giudice Wells Spicer decretò che gli uomini di legge avevano agito correttamente secondo la propria autorità.
- Morgan e Virgil Earp furono feriti durante la sparatoria, mentre Holliday fu colpito solo di striscio. Wyatt restò illeso.
- Fu il fratello più giovane di Wyatt, Morgan, non James che restò vittima di un'imboscata venendo ucciso a Tombstone. Questo avvenne dopo la sparatoria all'O.K. Corral, non prima. Anche Virgil Earp fu coinvolto in una trappola a Tombstone a seguito della sparatoria, ma restò solamente ferito a un braccio, perdendo l'uso dell'arto.
- James Earp era il maggiore dei fratelli Earp e non fu mai un uomo di legge. Era presente a Tombstone ma lavorava come barista.
- Ike Clanton non fu mai il capo dei Cowboys. "Old Man" Clanton controllò la gang fino a quando venne ucciso nel 1881 e la leadership della band passò a Curly Bill Brocis e Johnny Ringo.
- Il film introduce una storia sentimentale che coinvolge Wyatt Earp e una bella giocatrice d'azzardo, un personaggio di finzione (basato su Lottie Deno) che non ebbe nessun ruolo nella sparatoria, e non ne ha nella trama della pellicola.
- Charlie Bassett era il capo di Wyatt a Dodge City. Charlie Bassett era più grande di Wyatt Earp, nel film invece Bassett è più giovane di Wyatt.
- Doc Holliday non seguì direttamente Wyatt a Tombstone. Arrivò in città solo qualche tempo dopo che Wyatt vi si era sistemato.
- Doc Holliday salvò la vita a Wyatt Earp, non il contrario.
- Il vero nome dello sceriffo era John Behan, non Cotton Wilson. Lo sceriffo non venne ucciso il giorno della sparatoria, e la banda di Clanton non sparò a nessuno in città prima della sparatoria all'O.K. Corral.

## Distribuzione
Il film venne distribuito in numerose nazioni, fra cui:
- USA, Gunfight at the O.K. Corral, 30 maggio 1957
- Australia, 15 agosto 1957
- Svezia, Sheriffen i Dodge City, 16 settembre 1957
- Austria, Blutsbrüder, ottobre 1957
- Germania Ovest, Zwei rechnen ab, 3 ottobre 1957
- Francia Règlement de comptes à O.K. Corral, 16 ottobre 1957
- Finlandia, Kuolemanloukku O.K. Corral, 29 novembre 1957
- Danimarca, Sheriffen fra Dodge City, 8 agosto 1958
- Ungheria, Újra szól a hatlövetü, 10 dicembre 1981

## Citazioni e riferimenti
A differenza del film Sfida infernale (1946) di John Ford, in cui il personaggio incontra la morte, in questa pellicola, in ciò più fedele alla verità storica, Doc Holliday alla fine si salva. In entrambi i film la critica esalta le interpretazioni del personaggio di Wyatt Earp, di Burt Lancaster in questa pellicola e di Henry Fonda nella precedente.
Il carattere del personaggio varia molto nei vari film che lo rappresentano: appare dapprima come un uomo qualsiasi in Gli indomabili (1939) di Allan Dwan, poi è un personaggio tranquillo che viene costretto alla violenza in Sfida infernale, mentre ha risvolti ambigui e si mostra duro nel film di John Sturges.

## Critica
Secondo il Morandini, con un buon uso dello spazio disponibile, il film suggerisce l'idea della morte che pervade l'epoca, delle sparatorie e dei personaggi legati alla vicenda storica con maggiore fedeltà rispetto alle pellicole simili. Altri critici, pur apprezzandone le scene di azione, prediligono Sfida infernale. In particolare, viene lodata la fotografia, mentre vengono sottolineate divagazioni inutili nella trama.

## Citazioni
- Nella puntata Lo spettro di una pistola della serie televisiva Star Trek, Kirk, Spock, McCoy, Scott e Checkov rivivono la sfida all'O.K. Corral. Inoltre l'attore DeForest Kelley, che impersona il dottor McCoy nel telefilm, in questo film ha il ruolo di Morgan Earp.
- Il film viene citato ne I magliari (1959) di Francesco Rosi, quando Alberto Sordi, dopo essere stato minacciato con la pistola dal capoccia napoletano Raffaele Tramontana, fugge in macchina e lo attacca dicendo: "neanche fossimo ad O.K. Corral!".
- Il film viene citato nel lungometraggio A spasso nel tempo - L'avventura continua (1997), con la coppia Boldi-De Sica, e anche nel film Black Hawk Down - Black Hawk abbattuto (2001) di Ridley Scott.
- Nel film Transformers - La vendetta del caduto (2009), l'Agente Simmons (John Turturro), al cospetto di Devastator, cita Sfida all'O.K. Corral, riassumendolo a Leo (Ramón Rodríguez) come un film pieno di morti, facendo intendere che ciò che sta per accadere sarà pericoloso e potenzialmente letale.
- Il film viene visto da tre tirapiedi in Wrong Turn at Tahoe - Ingranaggio mortale (2009), poco prima che altri due facciano irruzione e si scateni una sparatoria simile a quella dell'omaggiato film.
- Il film viene citato in un episodio dell'anime Project ARMS quando l'ispettore Kabuto, dopo aver scoperto che la cittadina di Gallows Belt sta per essere attaccata, si reca dagli abitanti, rifugiatisi in un bar, e li incita a combattere dicendo: "Forza gente. Qui fra poco ci sarà l'O.K. Corral". Inoltre, sempre nello stesso episodio, dopo aver ucciso alcuni militari e salvato i protagonisti, esclama "Forza ragazzi. Ci sono gli Earp a salvarvi".